# Elizabetha
Elizabetha es un género de plantas fanerógamas de la familia Fabaceae. Es originario de América.

## Especies
A continuación se brinda un listado de las especies del género Elizabetha aceptadas hasta mayo de 2011, ordenadas alfabéticamente. Para cada una se indica el nombre binomial seguido del autor, abreviado según las convenciones y usos.
- Elizabetha bicolor Ducke
- Elizabetha coccinea Benth.
- Elizabetha coccinea var. oxyphylla (Harms) Cowan
- Elizabetha duckei Huber
- Elizabetha durissima Ducke
- Elizabetha fanshawei Cowan
- Elizabetha grahamiae Cowan
- Elizabetha leiogyne Ducke
- Elizabetha macrostachya Benth
- Elizabetha paraensis Ducke
- Elizabetha princeps Benth.
- Elizabetha speciosa Ducke